# Degerfors
Degerfors ist eine schwedische Ortschaft (tätort) im Osten Värmlands. Sie ist Hauptort der gleichnamigen Gemeinde.

## Industrie

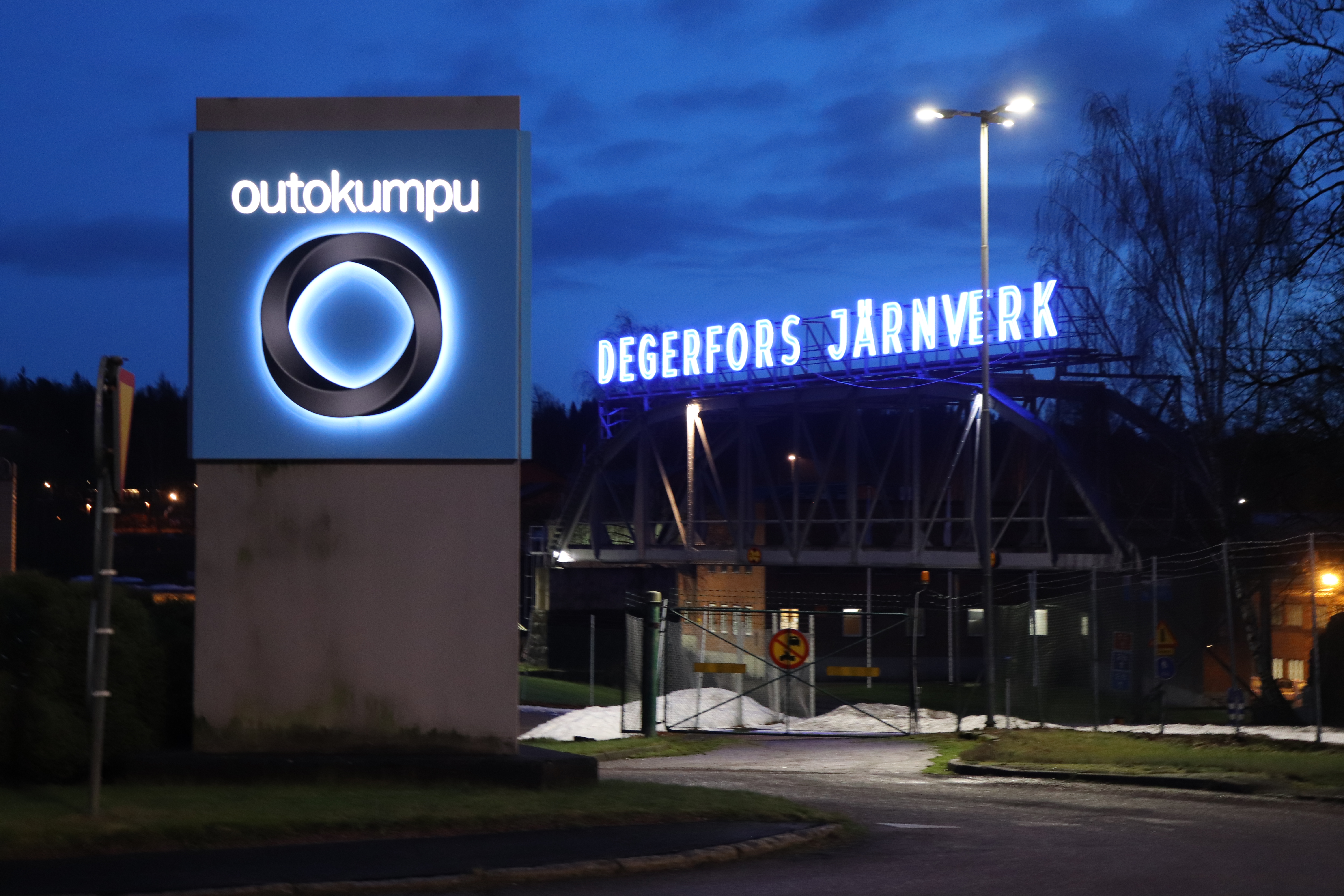
Outokumpu-Werk in Degerfors

Degerfors besitzt ein Eisenwerk, das mit der Konkurrenz aus Fernost zu kämpfen hatte. Inzwischen ist es – im Besitz des finnischen Konzerns Outokumpu – als hochgradig spezialisiertes Werk erfolgreich. 2023 wurde das Werk, zusammen mit dem Werk in Storfors, an den italienischen Stahlproduzenten Cogne Acciai Speciali verkauft.
Der Ort hat wie viele kleinere Ortschaften in Schweden mit hoher Arbeitslosigkeit (etwa 10 %) zu kämpfen. Die Bevölkerungszahl war relativ stark rückläufig (258 Personen von 2005 bis 2010; seither hat sie sich stabilisiert).

## Freizeit
Der Ort besitzt einen Fußballverein, Degerfors IF, bei dem unter anderen Ralf Edström und Gunnar Nordahl ihre Karriere starteten. Die Mannschaft spielt seit dem Wiederaufstieg von 2020 in der erstklassigen schwedischen Allsvenskan.
In Degerfors befindet sich das einzige Fußballmuseum Schwedens.

## Personen
- Erik Rooth (1889–1986), Germanist und Hochschullehrer
- Olle Åhlund (1920–1996), Fußballspieler und -trainer
- Nils Landgren (* 1956), Posaunist und Sänger
- Göran Hägglund (* 1959), Politiker
- Tommy Samuelsson (* 1960), Eishockeyspieler und -trainer
- Peter Samuelsson (* 1981), Fußballspieler
- Ola Toivonen (* 1986), Fußballspieler

## Partnerstädte
Eine der Partnerstädte von Degerfors ist die Gemeinde Oedheim in Baden-Württemberg.